# Marcus Gayle
Marcus Gayle   (Hammersmith, 27 de setembre de 1970) és un exfutbolista jamaicà de la dècada de 1990.
Fou 18 cops internacional amb la selecció de Jamaica.
Pel que fa a clubs, destacà a Brentford FC, Wimbledon FC i Watford FC.
Posteriorment fou entrenador.